# Lotus 79
O  79 é o modelo da Lotus das temporadas de 1978 e 1979 da Fórmula 1. Condutores: Mario Andretti, Ronnie Peterson, Jean-Pierre Jarier e Carlos Reutemann. A equipe conquistou o Mundial de Pilotos com Andretti e de Construtores em 1978.

## A origem
Na metade dos anos 70 a Lotus se encontrava numa crise técnica. As inovações que Colin Chapman colocara nos seus carros em 1974, não surtiram efeito algum. O Lotus 76, que chegou a ser usado em algumas etapas da temporada de 74, tinha uma embreagem acionada por um botão colocado na parte superior da alavanca de marchas com a intenção de deixar o pé do piloto livre para somente frear e acelerar, mais ou menos parecido com o que temos hoje nos F1 atuais. A ideia era boa, mas não foi muito longe. O carro tinha um comportamento instável e a embreagem apresentou vários problemas, sendo usada em poucos GPs. Com o fracasso do Lotus 76, Colin "ressuscitou" a velha Lotus 72 e entregou à Peterson e Ickx.
Para a temporada de 75 a Lotus continuou, por todo ano, a usar o mesmo modelo. Mas este já estava no fim da sua vida útil, sendo superado por modelos mais atuais e muito mais refinados (por exemplo, a Ferrari 312T e Mclaren M23). Chapman, vendo que as coisas iam de mal à pior e que sua equipe estava ficando para trás, começou e escrever em sua casa de campo em Ibiza, Espanha, algo que mudaria os rumos da sua equipe e do esporte.
Ao final ele tinha criado um documento de 27 páginas que foi entregue a Tony Rudd (ex-projetista da BRM), diretor de pesquisas da Lotus e Peter Wright que era aerodinamicista da equipe. Junto deles um grupo de projetistas dos bons, formado por Ralph Bellamy (que mais tarde trabalharia na Copersucar) Tony Southgate (ex-projetista da Shadow) Martin Olgivie, Charlie Prior e entre outros.
O projeto foi trabalhado durante o ano de 76 inteiro, enquanto que Gunnar Nilsson, substituto de Peterson que tinha deixado a equipe para juntar-se à March no início da temporada, e Mario Andretti pilotavam os Lotus 77. O bólido construído pelos projetistas da Lotus tinha as tomadas de ar laterais bem mais longas que o normal , com o fundo deles em forma de asa invertida. Os estudos em túnel de vento mostraram que o ar passava rápido por dentro das tomadas de ar fazendo com que o carro grudasse no chão, mas também, ao final do testes, o carro-molde envergava. A solução que Wrigth e sua equipe encontrou foi de fechar o espaço entre o carro e o asfalto para que a sucção melhorasse ainda mais e eliminasse o problema de envergamento. Com essa melhoria,o ar passava ainda mais rápido por debaixo do carro e saia or aberturas na parte superior das tomadas de ar. Isso empurrava o carro contra o solo melhorando sua estabilidade, principalmente em curvas. Estes testes continuaram durante o ano e ao final, o carro ganhava por volta cerca de 1,5 segundos.

## O antecessor
O "carro-asa", como ficou conhecido, estava pronto para a temporada de 77. O Lotus 78 causou frisson no seu ano de estreia e não ganhou o campeonato porque a durabilidade do câmbio (feito pela própria Lotus) e evoluções do motor Ford Cosworth, tiraram a chance de Mario Andretti de conquistar aquele mundial. O ítalo-americano venceu 4 Gps (EUA/Long Beach, Espanha, França e Itália) sendo o piloto que mais venceu na temporada e seu companheiro, Gunnar Nilsson, ganhou a prova da Bélgica somando assim 5 conquistas para o Team Lotus. Colin Chapman e seu time tinham voltado à linha de frente, mas faltava algo maior: os títulos de pilotos e construtores.

## Lotus 79
O conceito do Lotus 78 foi totalmente refinado para a temporada de 78, onde nasceu o Lotus 79 que era inteiramente esculpido em túnel de vento se aproveitando de modo eficaz do efeito solo. O carro não estava pronto, então Andretti e Peterson, retornando à Lotus, usaram nas cinco primeiras etapas daquele ano um Lotus 78 reformulado. Os dois ganharam uma prova cada para a Lotus, com Andretti a vencer na abertura do mundial (GP da Argentina) e Peterson ganhando a terceira etapa (GP da África do Sul). Em 21 de maio, no GP da Bélgica, sexta etapa, Lotus 79 estreou pelas mãos de Andretti que aniquilou a concorrência ao vencer a prova. Peterson chegou em segundo com a outra Lotus 78. Na prova seguinte, o GP da Espanha, Peterson já estava à pilotar a nova Lotus, mas ficara em segundo novamente com outra vitória para Andretti. Mario venceria ainda na França, Alemanha e Holanda contabilizando 6 vitórias e Peterson, que venceu na Áustria, era o único piloto que poderia tirar o título de Andretti, mas a tragédia no GP da Itália decidiu o mundial a favor do ítalo-americano. Num múltiplo acidente após a largada e causado por Ricardo Patrese e James Hunt, pôs fim a vida de Peterson. Patrese fechou para cima de Hunt, que na tentativa de evitar um acidente, acabou acertando o carro de Peterson que vinha em seguida jogando o Lotus do sueco contra o guard-rail que explodiu. O piloto foi retirado do carro com as pernas esmagadas e levado para o hospital, onde foi operado na mesma noite. Na manhã de segunda-feira, Peterson teve uma embolia generalizada que o matou. Jean Pierre Jarrier o substituiu nas duas últimas etapas (EUA e Canadá).
Numa mistura de glória e tristeza, este foi o último título da Lotus na F1. Patrick Head (projetista da Williams), Gordon Murray (projetista da Brabham) e Gerard Ducarouge (projetista da Ligier) aperfeiçoaram o conceito do efeito solo e passaram à frente do velho Chapman que não mais conseguiu sentir o gosto de uma vitória e nem de um título mundial. Mas antes de tudo, ele havia mostrado o caminho das pedras para os futuros projetistas. A corrida da aerodinâmica tinha se iniciado.

## Resultados[1][2]
(legenda) (em negrito indica pole position e itálico volta mais rápida)
| Ano  | Chassi | Motor                | Pneus | N° | Pilotos            | 1   | 2   | 3   | 4   | 5   | 6   | 7   | 8   | 9   | 10  | 11  | 12  | 13  | 14  | 15  | 16  | Pontos    | Posição |  |
| ---- | ------ | -------------------- | ----- | -- | ------------------ | --- | --- | --- | --- | --- | --- | --- | --- | --- | --- | --- | --- | --- | --- | --- | --- | --------- | ------- |  |
|      |        |                      |       |    |                    |     |     |     |     |     |     |     |     |     |     |     |     |     |     |     |     |           |         |  |
|      |        |                      |       |    |                    | ARG | BRA | RSA | USW | MON | BEL | SPA | SWE | FRA | GBR | GER | AUT | NED | ITA | USA | CAN |           |         |  |
| 1978 | 79     | Ford Cosworth DFV V8 | G     | 5  | Mario Andretti*    |     |     |     |     |     | 1   | 1   | Ret | 1   | Ret | 1   | Ret | 1   | 6*  | Ret | 10  | 591 (86)* | 1º      |  |
| 1978 | 79     | Ford Cosworth DFV V8 | G     | 6  | Ronnie Peterson    |     |     |     |     |     |     | 2   | 3   | 2   | Ret | Ret | 1   | 2   |     |     |     | 591 (86)* | 1º      |  |
| 1978 | 79     | Ford Cosworth DFV V8 | G     | 55 | Jean-Pierre Jarier |     |     |     |     |     |     |     |     |     |     |     |     |     |     | 15  | Ret | 591 (86)* | 1º      |  |
|      |        |                      |       |    |                    |     |     |     |     |     |     |     |     |     |     |     |     |     |     |     |     |           |         |  |
|      |        |                      |       |    |                    | ARG | BRA | RSA | USW | SPA | BEL | MON | FRA | GBR | GER | AUT | NED | ITA | CAN | USA |     |           |         |  |
| 1979 | 79     | Ford Cosworth DFV V8 | G     | 1  | Mario Andretti     | 5   | Ret | 4   | 4   |     | Ret |     |     | Ret | Ret | Ret | Ret | 5   | 10  | Ret |     | 352 (39)  | 4°      |  |
| 1979 | 79     | Ford Cosworth DFV V8 | G     | 2  | Carlos Reutemann   | 2   | 3   | 5   | Ret | 2   | 4   | 3   | 13  | 8   | Ret | Ret | Ret | 7   | Ret | Ret |     | 352 (39)  | 4°      |  |

* Campeão da temporada.
↑1  Começou o campeonato com o chassi 78 marcando 27 pontos (86 válidos).
↑2  Os GPs: Espanha, Mônaco e França, Andretti utilizou o chassi 80 marcando 4 pontos (39 no total).